# Mister Olympia 1986
El Mister Olympia 1986 fue la vigésima segunda competición de culturismo organizada por la Federación Internacional de Fisicoculturismo. El concurso se realizó en la ciudad de Columbus (Ohio), Estados Unidos.
El ganador del certamen fue el culturista estadounidense Lee Haney, coronándose por tercera vez.

## Clasificación final
| Posiciones | Culturista     |
| ---------- | -------------- |
| 1          | Lee Haney      |
| 2          | Rich Gaspari   |
| 3          | Mike Christian |
| 4          | Albert Beckles |
| 5          | Berry DeMey    |